# Публій Марцій Вер
Публій Марцій Вер (лат. Publius Martius Verus; ? — після 179) — державний та військовий діяч Римської імперії, консул-суффект 166 року, консул 179 року.

## Життєпис
Про його родину з  роду Марціїв, а також дату народження немає відомостей. За одними відомостями походив із Кантабрії, за іншими — з Трансальпійської Галлії.
У 160 році Вер став очільником V Македонського легіону в провінції Нижня Мезія. У 161—166 роках на чолі цього легіону брав участь у війні з Парфією. За свою звитягу у 166 році став консулом-суффектом, разом з Марком Вібієм Лібералом. Того ж року призначений імператорським легатом—пропретором у провінцію Каппадокія. Під час своєї каденції, яка тривала до 175 року, Публій Марцій займався охороною кордонів з Парфією в Малій Азії. У 172 році він відновив на троні Вірменії проримського царя Сохаїма.
У 175 році під час заколоту Авідія Кассія сприяв його придушенню та відновленню влади Марка Аврелія на Сході. Зокрема, першим повідомив Марка Аврелія щодо дій Авідія та переконав проконсула Віфінії Клодія Альбіна зберегти вірність Марку Аврелію. За це імператор призначив Вера імператорським легатом—пропретором до провінції Сирія. На цій посаді він перебував до 177 року.
У 179 році отримав консульство разом з Цезарем Луцієм Аврелієм Коммодом. Того ж року імператор зробив Публія Марція патрицієм. Помер до 190 року.

## Родина
Дружина — Сергія
Діти:
- Публій Марцій Сергій Сатурнін, консул 198 року